# Walter B. Jones
Walter Beaman Jones, Jr. (Farmville, 10 febbraio 1943 – Greenville, 10 febbraio 2019) è stato un politico statunitense, membro della Camera dei Rappresentanti per lo stato della Carolina del Nord dal 1995 al 2019.

## Biografia
Figlio del politico democratico Walter B. Jones, Sr., dopo gli studi e il servizio militare Jones seguì le orme paterne entrando in politica e venne eletto all'interno della legislatura statale della Carolina del Nord come democratico.
Nel 1992, quando suo padre morì improvvisamente mentre era in carica come deputato, Jones si candidò per succedergli alla Camera dei Rappresentanti ma nelle primarie venne sconfitto da Eva Clayton.
Due anni dopo Jones lasciò il Partito Democratico e aderì al Partito Repubblicano, con il quale si candidò nuovamente alla Camera, concorrendo per un altro distretto congressuale, rappresentato dal democratico Martin Lancaster. Jones riuscì a sconfiggere di misura Lancaster e divenne così deputato, per poi essere riconfermato dagli elettori altre dodici volte.
Affetto da alcuni problemi di salute ed impossibilitato a presenziare al Congresso per via di un'anca rotta, nel gennaio del 2019 prestò giuramento presso la sua abitazione. Ricoverato in una casa di cura, morì un mese più tardi, nel giorno del suo settantaseiesimo compleanno.
Ideologicamente Jones si configurava come un repubblicano abbastanza centrista.